# Familienpflegewerk

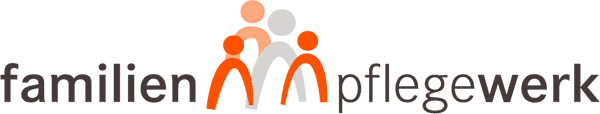
Logo des Familienpflegewerks

Das Familienpflegewerk ist eine gemeinnützige GmbH mit Sitz in München.

## Aufbau und Geschichte
Das Familienpflegewerk im KDFB gemeinnützige GmbH ist aus dem Katholischen Deutschen Frauenbund Landesverband Bayern e.V. entstanden. Dieser ist der größte Frauenverband in Bayern. Familienpflege hat im Bayerischen Landesverband seit den 1950er Jahren Tradition. Die Familienpflegestationen waren ursprünglich bei den auf lokaler Ebene tätigen KDFB-Zweigvereinen angesiedelt.
Im Rahmen einer Umstrukturierung konstituierte sich das Familienpflegewerk 2019 zu einer gemeinnützigen GmbH. Es ist als gemeinnützige Organisation anerkannt und dem Deutschen Caritasverband, Landesverband Bayern e.V., als Spitzenverband der freien Wohlfahrtspflege zugeordnet. Mit 22 Familienpflegestationen und rund 200 Mitarbeitern ist es der größte Anbieter von Familienpflege in Bayern. Die Geschäftsstelle befindet sich in München.

## Aufgaben und Arbeitsschwerpunkte
Das Familienpflegewerk hilft Familien in sozialen, familiären und finanziellen Notlagen. Wenn die Person (Mutter oder Vater), die den Haushalt führt und die Kinder erzieht, dazu nicht in der Lage ist, können Familien die gesetzlich geregelte Leistung Familienpflege in Anspruch nehmen, z. B. bei einer Risikoschwangerschaft, bei physischer und psychischer Überforderung, während eines Krankenhausaufenthaltes, einer Reha-Maßnahmen, einer Kur oder zur Entlastung von Familienmitgliedern, die Behinderte oder chronisch Kranke pflegen. Die Familienpflegerinnen und -pflegehelferinnen führen den Haushalt, betreuen die Kinder und helfen, in schwierigen Situationen zurechtzukommen. Im Einsatz bei Familien mit Kindern versorgen sie auch behinderte und alte Menschen in Zusammenarbeit mit Fachkräften ambulanter Pflegedienste.

## Finanzierung und gesetzliche Grundlagen
Die Kosten für Familienpflege können von den gesetzlichen Krankenkassen (bei Kindern unter 12 Jahren), Jugendämtern (bei Kindern unter 14 Jahren), Rentenversicherungsträgern und Sozialämtern getragen werden. Bei stationärer Behandlung der Mutter / des Vaters ist die Familienpflege eine gesetzliche Leistung der Krankenkassen. Bei ambulanter Betreuung eine freiwillige Leistung, die in den Satzungen der Krankenkassen geregelt ist.
Die Gebührensätze der Krankenkassen und anderer Kostenträger decken die Kosten der Familienpflege nur zu zwei Dritteln. Daher ist das Familienpflegewerk auf Zuschüsse und Spenden angewiesen. Es finanziert sich mit staatlichen, kommunalen und kirchlichen Zuschüssen, mit Mitteln der KDFB-Zweigvereinen und Spenden.